# Stagmatoptera supplicaria
Espèce
Stagmatoptera supplicaria est une espèce d'insectes, de la famille des Mantidae (mantes), sous-famille des Stagmatopterinae et de la tribu des Stagmatopterini.    

## Dénomination
L'espèce a été décrite par l'entomologiste argentin Hermann Burmeister en 1838 sous le nom de Stagmatoptera supplicaria

## Répartition
Pérou, Bolivie, Brésil, Équateur, Colombie,  Guyane, Guyana, Surinam, Vénézuela  et   Trinidad.

### Articles liés
- Stagmatoptera
- Liste des genres et des espèces de mantes
- Liste des mantes de Guyane